# Michael Niederwieser
Michael Niederwieser (* 27. Januar 1965) ist ein italienischer Handballspieler und -trainer.

## Karriere

### Verein
Michael Niederwieser spielte auf der Position des Handballtorwarts. Mit dem SSV Brixen gewann er 1991 und 1992 die italienische Meisterschaft sowie 1988 den italienischen Pokal. International nahm er mehrfach am Europapokal der Landesmeister, am Euro-City-Cup und am EHF Challenge Cup teil. Im Sommer 2002 wechselte er zum SC Meran, mit dem er 2005 die Serie A und 2004 den Pokal, die ersten Titel in der Vereinshistorie, gewann. 2006 beendete er seine Laufbahn.

### Nationalmannschaft
Mit der italienischen Nationalmannschaft erreichte Niederwieser bei der Weltmeisterschaft 1997 in Japan den 18. Platz. Bei der Europameisterschaft 1998 im eigenen Land kam die Auswahl auf den 11. Platz. Bei den Mittelmeerspielen gewann er mit Italien 1991 die Bronzemedaille und 1997 die Silbermedaille. Er bestritt 147 Länderspiele.

### Trainer
2016 bis 2017 war er Trainer der italienischen Frauen-Handballnationalmannschaft.

## Privates
Niederwieser stammt aus einer Handballerfamilie mit sieben Kindern. Sein Bruder Markus bestritt 17, seine Schwestern Elke und Klaudia 134 bzw. drei Länderspiele für Italien. Seine Tochter Anika ist ebenfalls Nationalspielerin, seine Frau und sein Sohn waren auch aktiv.